# كمين بيت حانون (2025)
كمين بيت حانون هو كمين مركب نصبه عناصر من كتائب الشهيد عز الدين القسام التابعة لحماس في 11 يناير 2025. حيث استهدفوا بعبوة ناسفة موكب نائب قائد لواء ناحال، الذي كان مسافراً على طريق إداري في بيت حانون، حيث يعمل اللواء في الأسابيع الأخيرة. مما خلف أربعة قتلى وإصابة خمسة آخرين.

## خلفية مسبقة
كان الجيش الإسرائيلي قد استأنف عملياته في بيت حانون في ديسمبر 2024، كجزء من معركة جباليا الثالثة. تبعد المدينة كيلومتر واحد عن السياج الحدودي مع مستوطنات غلاف غزة واجتاحها الجيش الإسرائيلي في بداية عمليته العسكرية في قطاع غزة حيث شهدت دماراً واسعاً. وفي الآونة الأخيرة، أعلن بسط سيطرته على المدينة تماماً وتطهيرها من مُقاتلي حماس. وبناء على ذلك، كان من المفترض أن يكون المحور الإداري الذي شيده الجيش الإسرائيلي شمال القطاع خاضعاً لسيطرته العملياتية الكاملة، بعد تطهيره في بداية العمليات في مدينة سديروت الواقعة شرق بيت حانون.

## الكمين
وقع الكمين في العاشرة صباحاً، يوم السبت، أثناء مرور رتل عسكري لنائب قائد لواء ناحال على المحور الإداري في بيت حانون وسط أجواء ممطرة. وذلك بتفجير عبوة ناسفة شديدة الانفجار استهدفت مركبتي همر منخفضة التدريع مما أدى إلى مقتل ثلاثة جنود على الفور فيما قُتل الرابع أثناء محاولة إسعافه. تلا ذلك تعرض الرتل لإطلاق نار من جانب مقاتلي حماس مما عقد عملية إجلاء الضحايا. كما نجم عن الهجوم إصابة ستة، فيما نجت مركبة نائب قائد اللواء التي مرت على موقع الكمين وفق آخر البيانات، في حين ذكرت بعض المصادر تعرضه للإصابة وهو ما لم يؤكد حدوثه. وبحسب التحقيقات الأولية، استغل مقاتلو حماس حالة الطقس الشتوي في زرع العبوة الجانبية، كما أشارت صحيفة يديعوت أحرونوت إلى أن الجيش يُحقق فيما إذا كان مقاتلو حماس قد وُصلوا إلى موقع الكمين عبر نفق لم يُكتشف بعد.

## الخسائر
قُتل أربعة جنود من لواء ناحال هم:
- مساعد (احتياط) ألكسندر فيدورينكو، (37 عاماً)، من بات يام، سائق شاحنة ثقيلة في الكتيبة 79 من «لواء البيسون» (اللواء 14).[7]
- الرقيب أول دانيلا دياكوف، (21 عاماً)، من معاليه أدوميم، جندي في الكتيبة 931 من ناحال.[8]
- الرقيب ياهف معيان، (19 عاماً)، من موديعين، جندي في الكتيبة 931 من ناحال.[9]
- الرقيب إلياف أستوكر، (19 عاماً)، من أسدود، جندي في الكتيبة 931 من ناحال.[10]

بالإضافة إلى ذلك، أصيب ستة مقاتلين آخرين في الحادث، اثنان منهم في حالة خطيرة، أحدهما ضابط احتياط والآخر جندي من الكتيبة 931. وكانت الكتيبة 931 التي سقط أغلب القتلى منها قد شهدت تغيير قيادي قبل الكمين بيومين، بتولى المقدم يوعاد بن يهودا قيادة الكتيبة خلفاً للمقدم عوز مشولام.

## التداعيات
نقلت القناة 14 العبرية عن قائد لواء ناحال، إنه بعد عام من القتال فإن الوضع يزداد تدهوراً في بيت حانون. وعلق وزير الدفاع الإسرائيلي، يسرائيل كاتس على الحادث بقوله: «لقد كانت أمسية صعبة للغاية على إسرائيل بعد أن علمنا بمقتل أربعة من أفضل أبنائنا من أجل أمن دولة إسرائيل ومستقبلها».
كشفت إذاعة الجيش الإسرائيلي لاحقاً، أن قادة كباراً في الجيش أوصوا القيادة السياسية بإنشاء حزام أمني دائم في أجزاء من بلدة بيت حانون شمالي قطاع غزة على المرتفعات المطلة على مستوطنة سديروت، حيث يشنّ الجيش عملية مستمرة منذ نحو 100 يوم.
قُتل 5 جنود وأصيب 10 آخرين من لواء ناحال في حادث آخر في 13 يناير نتيجة انفجار وانهيار مبنى عليهم في بيت حانون ليرتفع عدد قتلى الجيش الإسرائيلي في بيت حانون إلى 9 في يومين.